# Żaganiec
Żaganiec (przed 1945 niem. Hermsdorf b. Sagan) – wieś w Polsce położona w województwie lubuskim, w powiecie żagańskim, w gminie Iłowa nad Czerną i Lubatką w Puszczy Żagańskiej (Bory Dolnośląskie). 
Przez wieś biegnie droga wojewódzka nr 296 stanowiąca zachodnią granicę największego w Polsce poligonu wojskowego – OSP Żagań-Świętoszów. Poniżej ujścia Lubatki do Czernej znajduje się wyremontowana i oddana do użytku w 2009 mała elektrownia wodna o mocy zainstalowanej ok. 30 kW. 
W latach 1975–1998 miejscowość administracyjnie należała do województwa zielonogórskiego.